# Brahmina rugulosa
Brahmina rugulosa är en skalbaggsart som beskrevs av Brenske 1892. Brahmina rugulosa ingår i släktet Brahmina och familjen Melolonthidae. Inga underarter finns listade.